# Ryszard Gużewski
Ryszard Zygmunt Gużewski (ur. 12 stycznia 1911 w Warszawie, zm. wiosną 1940 w Katyniu) – podporucznik kawalerii Wojska Polskiego, kawaler Krzyża Walecznych, ofiara zbrodni katyńskiej.

## Życiorys
Syn Adolfa i Zofii z Magdzickich. Posiadali majątek w Dyrwianach. Jego kuzynem był major artylerii Zygmunt Gużewski.
W 1931 roku ukończył Gimnazjum Wojciecha Górskiego w Warszawie. Od 15 sierpnia 1932 roku do 30 czerwca 1933 roku był podchorążym Szkoły Podchorążych Rezerwy Kawalerii w Grudziądzu. Praktykę odbył w 23 pułku ułanów grodzieńskich w Postawach. W latach 1933–1935 był podchorążym Szkoły Podchorążych Kawalerii w Grudziądzu. W 1935 roku został mianowany podporucznikiem. Wcielony do 3 pułku ułanów śląskich, w którym dowodził plutonem. Bardzo dobry jeździec, członek elity jeździeckiej.
W kampanii wrześniowej dowodził I plutonem 4 szwadronu 3 pułku ułanów. Ranny 2 września pod Woźnikami Śląskimi. Wzięty do niewoli radzieckiej, osadzony w Kozielsku. Między 3 a 5 kwietnia 1940 przekazany do dyspozycji naczelnika smoleńskiego obwodu NKWD, lista wywózkowa bez numeru z 02.04.1940 poz. 77, nr akt 4203. Został zamordowany między 13 a 14 kwietnia 1940 przez NKWD w lesie katyńskim. Zidentyfikowany podczas ekshumacji prowadzonej przez Niemców w 1943, zapis w dzienniku ekshumacji pod datą 16.05.1943, figuruje na liście AM-227-2243 i liście Komisji Technicznej PCK pod numerem 2243. W Archiwum dr Robla znajduje się pakiet (102-01) ze znalezionymi przy ekshumacji dokumentami.

## Upamiętnienie
- Minister Obrony Narodowej Aleksander Szczygło decyzją Nr 439/MON z 5 października 2007 awansował go pośmiertnie na stopnień porucznika. Awans został ogłoszony 9 listopada 2007, w Warszawie, w trakcie uroczystości "Katyń Pamiętamy – Uczcijmy Pamięć Bohaterów".

## Ordery i odznaczenia
- Krzyż Walecznych – dwukrotnie